# Marija Gorica
Marija Gorica je naselje na Hrvaškem, ki je središče Občine Marija Gorica Zagrebške županije.
V Mariji Gorici ali njeni bližnji okolici je bil doma Ilija Gregorić, vrhovni vojaški poveljnik v hrvaško-slovenskem kmečkem uporu 1572–1573.

## Demografija
| Pregled števila prebivalcev po letih | Pregled števila prebivalcev po letih | Pregled števila prebivalcev po letih | Pregled števila prebivalcev po letih | Pregled števila prebivalcev po letih | Pregled števila prebivalcev po letih | Pregled števila prebivalcev po letih | Pregled števila prebivalcev po letih | Pregled števila prebivalcev po letih | Pregled števila prebivalcev po letih | Pregled števila prebivalcev po letih | Pregled števila prebivalcev po letih | Pregled števila prebivalcev po letih | Pregled števila prebivalcev po letih | Pregled števila prebivalcev po letih |
| ------------------------------------ | ------------------------------------ | ------------------------------------ | ------------------------------------ | ------------------------------------ | ------------------------------------ | ------------------------------------ | ------------------------------------ | ------------------------------------ | ------------------------------------ | ------------------------------------ | ------------------------------------ | ------------------------------------ | ------------------------------------ | ------------------------------------ |
| 1857                                 | 1869                                 | 1880                                 | 1890                                 | 1900                                 | 1910                                 | 1921                                 | 1931                                 | 1948                                 | 1953                                 | 1961                                 | 1971                                 | 1981                                 | 1991                                 | 2001                                 |
| 116                                  | 109                                  | 125                                  | 117                                  | 132                                  | 162                                  | 142                                  | 147                                  | 145                                  | 151                                  | 160                                  | 163                                  | 139                                  | 138                                  | 184                                  |